# Hieronymus Nymmann
Hieronymus Nymmann, auch: Niemann, Nymann; (* 1554 in Torgau; † 5. Dezember 1594 in Wittenberg) war ein deutscher Mediziner.

## Leben
Den Sohn des Theologen Hieronymus Nymmann (1526–19. November 1592) und dessen Frau Magaretha, die Tochter des Georg Horst, hatte man am 27. Januar 1569 in die Fürstenschule St. Augustin in Grimma aufgenommen. Die Schule avancierte unter ihrem ersten Rektor Adam Siber zur Schmiede des sächsischen Pfarrer- und Beamtennachwuchses. In einem straff organisierten Tagesablauf wurde den Schülern vor allem Wissen in der Religion und den alten Sprachen beigebracht. Nymmann, dem von seinem Vater das Rüstzeug für einen akademischen Werdegang mitgegeben wurde, immatrikulierte sich daher 1570 an der Universität Leipzig.
Während seiner Ausbildung in Grimma entschied er sich, seine Studien nicht in Leipzig aufzunehmen, sondern dies an der Universität Wittenberg zu absolvieren. Daher trug er sich am 16. März 1573 in die Matrikel der Universität Wittenberg ein, wo er nach dem Abschluss seiner Ausbildung in Grimma am 26. Juni 1573 ein Studium begann und ein kurfürstliches Stipendiat erlangen konnte. Zunächst absolvierte er an der philosophischen Fakultät seine Grundausbildung, welche er mit dem Erwerb des höchsten akademischen Grades der Philosophie, eines Magisters der Weltweisheit, am 3. September 1577 abschloss. Im Anschluss verdiente er sich als Privatdozent mit Vorlesungen über Naturwissenschaften seinen Unterhalt.
Da seine Vorlesungen den Beifall des Publikums fanden, nahm man ihn 1580 als Adjunkt an die philosophische Fakultät auf, er wurde 1585 Dekan der philosophischen Fakultät und nahm als Examinator die Prüfungen an der philosophischen Fakultät vor. Er bewarb sich auch um die vakant gewordene Professur für Physik, musste aber Georg Wecker das Feld überlassen. Seine Vorliebe für naturwissenschaftliche Themen ließen ihn 1587 zur Medizin wechseln. Als Schüler des Franziskus Faber, des Ernestus Hettenbach, des Salomon Alberti und des Andreas Schato (1539–1603) erhielt er am 3. April 1593 ein Substitut, absolvierte am 27. September 1593 mit der Dissertation De variolis et morbillis unter Schato das Lizentiat der Medizin und promovierte am 16. Oktober 1593 zum Doktor der Medizin.
Daraufhin wurde er am 18. Oktober desselben Jahres in die medizinische Fakultät aufgenommen und damit verbunden ordentlicher Professor für Anatomie und Botanik. Seine Wirkungszeit währte jedoch nicht lange, da er verstarb und am 6. Dezember 1594 in Wittenberg beigesetzt wurde.
Aus der am 26. November 1588 geschlossenen Ehe mit Sibylla Strauch (* 20. August 1568 in Wittenberg), der Schwester des Johann und Aegidius Strauch I., sind die Kinder Hieronymus Nymmann der Jüngere (später Theologe und Superintendent Bischofswerda) und  Georg Nymmann (später Professor Med. in Wittenberg) bekannt. Seine Witwe heiratete am 19. Oktober 1600 in zweiter Ehe den Professor der Medizin Tobias Tandler.

## Werkauswahl
Die Werke, die mit seinem Namen erschienen sind, entstanden ausschließlich im Umfeld des akademischen Lehrbetriebs.
- Oratio de imaginatione, Wittenberg 1593, 1606, 1613, 1618
- De Herpete, Wittenberg 1592
- Theses de luna (Resp. Christoph Silbermann), Wittenberg 1584
- Disp. medica XIII de dolore in universum (Resp. Johannes Wegner), Wittenberg 1591
- De epilepsia (resp. Anton Lanius), Wittenberg 1592
- Theses medicae de pleuritide methodica concinnatae (resp. Martin Pisecius), Wittenberg 1592
- De gravi auditu et surditate (resp. Abraham Haunoldt), Wittenberg 1592
- De angina (resp. Haunoldt), Wittenberg 1592
- De delirio (resp. Haunoldt), Wittenberg 1593
- De colico (resp. Haunoldt), Wittenberg 1593
- De ventriculi imbecillitate (resp. Johann Suenzel), Wittenberg 1593
- De arthritide (resp. Johann Stengel), Wittenberg 1594
- De lumbricis (resp. Johannes Emericus), Wittenberg 1594
- De imbecillitate iecinoris (resp. Suenzel), Wittenberg 1594
- De herpete (resp. Haunoldt), Wittenberg 1594
- De haemorrhoidibus (resp. Emericus), Wittenberg 1594
- De mensium suppressione violenta (resp. Hieronymus Krebs), Wittenberg 1594